# حورية البحر (فلم 1989)
حورية البحر (بالإنجليزية: The Little Mermaid) فيلم رسوم متحركة أمريكي، أنتجته شركة والت ديزني في العام 1989، ترتيبه الثامن والعشرون من سلسلة أفلام ستوديوهات والت ديزني الطويلة المعروفة بأسم كلاسكيات والت ديزني، وهو إعادة إخراج للنسخة الفرنسية، كاتب الفيلم والمخرج والمنتج هما رون كليمنتس Ron Clements وجوهن موسكار John Musker.

## القصة
آريل حورية البحر صاحبة الصوت العذب التي تعيش بأعماق البحار، الأبنة الصغرى لملك البحار شيبان، تهوى جمع مقتنيات البشر وتراقبهم عن كثب من حين لأخر، ورغم تحذيرات والدها المتكررة من الاختلاط بالبشر تقع آريل في حب الأمير عريق والذي أنقذته بنفسها عندما أحترقت سفينته، ومع عدم تفهم والدها الملك لأحلامها وقيامه بتدمير مقتنياتها عند اكتشافه لأمرها، تقرر اللجوء لساحرة البحار أرسوله بعد إيعاز من مساعديها ثعابين البحر (الموراي الأخضر)، تلجأ لها لتساعدها للتحول لآدمية لتتمكن من الزواج من الأمير، إلا أن أورسلا تخطط للإستيلاء على حكم والدها بالضغط عليه للتنازل عن مملكته في سبيل تحرير أبنته، وتقايضها لتحقيق حلمها بالتنازل عن صوتها، وتمهلها ثلاثة أيام حتى إذا مضت وغابت شمس اليوم الأخير ولم توقع الأمير في حبها فإنها تتحول لطحلب بحر وتصير ملكاً لها.

## الشخصيات
- آريل، حورية البحر الصغيرة ذات ال16 عاماً، صهباء عذبة الصوت، الأبنه السابعة لملك البحار شيبان، تحلم بالتحول لآدمية لتتمكن من الزواج من الأمير عريق، قامت بالأداء الصوتى للشخصية في النسخة الأصلية الممثلة جودي بينسون وقامت بها في النسخة العربية المطربة المصرية رولا ذكي.
- الأمير عريق، صاحب ال18 عاماً، يقع في حب آريل ويغرم بصوتها، قام بالأداء الصوتى للشخصية الممثل كريستوفر دانيل بارينز.
- عثمان
- فلتة، السمكة الصفراء، كثير الخوف، سهل الارتعاب، صديقٌ لآريل ويحاول فعل كل ما بوسعه لمساعدة آريل.
- أرسوله، الملقبة بساحرة البحر، الشريرة طوال أحداث الفيلم وتسعى لأخذ السلطة من ملك البحر شيبان على المحيط.
- الملك شيبان، حاكم المحيطات وملك البحار، الملك شيبان والد آريل وأخواتها الستة، يتصدى لآريل فور وقوعها في حب بشري.
- نورس
- فلذم وجلذم، مساعدا أرسولة.
- حكم
- ماكس
- الشيف لوي
- كراملا
- أخوات إريل

## النسخة العربية
تمت أعمال دبلجة النسخة العربية لفيلم حورية البحر باللهجة المصرية في مصر، وأدت فيها المطربة المصرية الشهيرة رولا ذكي دور الحورية الصغير آريل، حنان يوسف في الدور الحواري لأرسولة أشرف سويلم في الدور الغنائي لأرسولة.
واجهت النسخة المدبلجة المصرية بعض الصعوبات أثناء تسجيل أغنية مساكين البحور (بالإنجليزية: Poor Unfortunate Souls)، حيث قامت المؤدية حنان يوسف بتسجيل الدور الحواري الخاص بأرسولة، لكن أستصعى عليها أداء الصوت الغنائي لنفس الشخصية رغم كثرة المحاولات والتي دامت لما يعادل 20 ساعة من المحاولة، مما أستدعى الحصول على صوت غنائي للشخصية بدلًا من حنان،
عرضت عائشة سليم على الأقسام الفنية المختصة في ديزني أن تأتي بصوت ذكوري للشخصية مع تعديله تقنيًا لكنها قُبِلَّت بالرفض لكون الشخصية بحاجة لصوت أنوثي،
قام الأستاذ أشرف سويلم بأداء الأغنية بنفسه، لتحصل على الموافقة في نهاية الآمر.
وفي غضون إطلاق ديزني بلس خدمتها في منطقة الشرق الأوسط و شمال أفريقيا, عملت على تجهيز دبلجات فصحى رسمية لأكثرية أعمالها. ترأس المخرج إيهاب شاوي , الذي كان مخرجاً حوارياً للنسخة المصرية , العمل على الإخراج الغنائي للنسخة الفصحى هذه المرة بعد قرابة حوالي 23 عاماً منذ إطلاق الدبلجة المصرية للفيلم بجانب المخرجة الحوارية آية عمر التي قامت بالعمل على إخراج الحوارات الفصحى لتخرج الدبلجة الفصحى إلى النور يوم 8 يونيو 2022 مع إطلاق خدمة ديزني بلس في المنطقة.

### الأداء الصوتي (النسخة المصرية)
- رولا زكي - آريل
- حنان يوسف - أرسولة
- أشرف سويلم - أرسولة (غنائي)
- عبد الله سعد - عثمان

### الأداء الصوتي (النسخة الفصحى)
- أريج فودة ـ آريل
- ديفيد بيرتي ـ عريق
- أمل أسعد ـ أرسولا
- جيهان الناصر ـ أرسولا (غنائي)
- محمد الشرشابي ـ شيبان
- عبد الله سعد ـ عثمان
- زياد الجندي ـ فلتة
- يامن عبد النور ـ نورس
- عادل خلف ـ حكم
- هشام الجندي ـ الشيف لوي
- إلهامي أمين ـ فلذم و جلذم

## روابط خارجية
- مقالات تستعمل روابط فنية بلا صلة مع ويكي بيانات